# ديريك بال
ديريك بال (بالإنجليزية: Derek Ball)‏ هو مهندس الصوت بريطاني، ولد في القرن العشرين، وتوفي في 26 يوليو 1989.

## وصلات خارجية
- ديريك بال على موقع IMDb (الإنجليزية)
- ديريك بال على موقع قاعدة بيانات الفيلم (الإنجليزية)